# Чарнув (Лодзинське воєводство)
Чарнув (пол. Czarnów) — село в Польщі, у гміні Бедльно Кутновського повіту Лодзинського воєводства.
Населення — 45 осіб (2011).
У 1975-1998 роках село належало до Плоцького воєводства.

## Демографія
Демографічна структура станом на 31 березня 2011 року:
|          | Загалом | Допрацездатний вік | Працездатний вік | Постпрацездатний вік |
| -------- | ------- | ------------------ | ---------------- | -------------------- |
| Чоловіки | 23      | 2                  | 17               | 4                    |
| Жінки    | 22      | 3                  | 15               | 4                    |
| Разом    | 45      | 5                  | 32               | 8                    |